# Brasil Vôlei Clube
Il Brasil Vôlei Clube è una società pallavolistica maschile brasiliana, con sede a Campinas: milita nel campionato brasiliano di Superliga Série A.

## Rosa 2024-2025
| N° | Nome                | Ruolo | Data di nascita | Nazionalità sportiva |
| -- | ------------------- | ----- | --------------- | -------------------- |
| 1  | Bruno de Rezende    | P     | 2 luglio 1986   | Brasile              |
| 2  | Cristiano Torelli   | P     | 29 ottobre 1996 | Brasile              |
| 4  | Eduardo Faquin      | P     | 17 ottobre 2004 | Brasile              |
| 5  | Maurício Silva      | S     | 4 febbraio 1989 | Brasile              |
| 6  | Adriano Cavalcante  | S     | 6 febbraio 2002 | Brasile              |
| 7  | Thiago Vaccari      | S     | 9 giugno 2005   | Brasile              |
| 8  | Yan Santana         | C     | 27 giugno 2005  | Brasile              |
| 9  | Anderson de Lima    | P     | 23 maggio 2002  | Brasile              |
| 10 | Witallo Oliveira    | C     | 17 aprile 2004  | Brasile              |
| 11 | Judson da Cunha     | C     | 5 dicembre 1998 | Brasile              |
| 12 | Bruno Lima          | O     | 4 febbraio 1996 | Argentina            |
| 13 | Leonardo de Andrade | C     | 14 maggio 2002  | Brasile              |
| 14 | Lucas de Deus       | L     | 26 gennaio 1987 | Brasile              |
| 17 | Gabriel Machado     | S     | 19 aprile 2004  | Brasile              |
| 18 | Matheus Celestino   | S     | 26 agosto 1998  | Brasile              |
| 19 | Pedro Souza         | C     | 18 giugno 2004  | Brasile              |
| 20 | Matheus Bandini     | L     | 16 agosto 2005  | Brasile              |

## Palmarès
- Campionato brasiliano: 5

1987, 1989-90, 1990-91, 1991-92, 2004-05
- Campionato Paulista: 10

1989, 1990, 1991, 2001, 2004, 2005, 2020, 2021, 2022, 2024
- Coppa San Paolo: 2

2014, 2019

## Denominazioni precedenti
- 1985-2009: Esporte Clube Banespa